# Pośrednia Białczańska Baszta

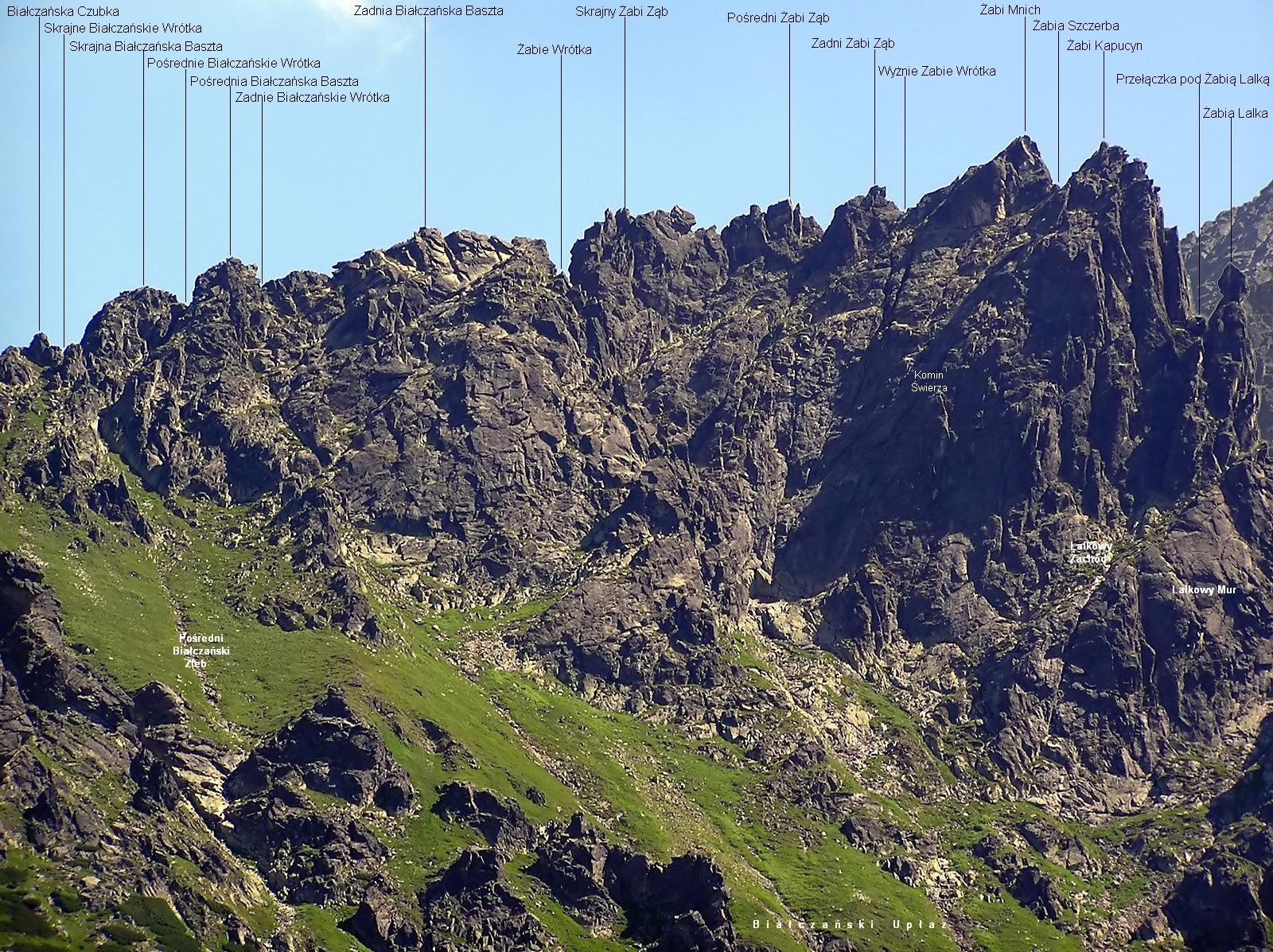
Widok z północnego zachodu

Pośrednia Białczańska Baszta (niem. Mittlere Froschbastei, słow. Prostredná bielovodská bašta, węg. Középső-Békás-kapu, ok. 2075 m) – turnia w Żabiej Grani w Tatrach Wysokich na granicy polsko-słowackiej. Jest środkową z trzech Białczańskich Baszt. Od Zadniej Białczańskiej Baszty oddzielają ją Zadnie Białczańskie Wrótka (ok. 2085 m), od Skrajnej Białczańskiej Baszty przełączka Pośrednie Białczańskie Wrótka (ok. 2075 m). Do obydwu tych przełączek turnia opada pionowym uskokiem.
Na zachód opada z Pośredniej Białczańskiej Baszty długa grzęda. Jej najwyższa część to skaliste żebro. Część środkowa to trawiasty grzbiet oddzielający Białczański Upłaz od Pośredniego Białczańskiego Żlebu, który na tym odcinku tworzy szeroką depresję. Najniższa część grzędy znów tworzy skaliste żebro. Na wschodnią stronę Pośrednia Białczańska Baszta opada częściowo skalistą, częściowo trawiastą ścianą do Białczańskiego Kociołka. Ściana ta ma wysokość około 30 m.

## Taternictwo
Zachodnie ściany Białczańskich Baszt udostępnione są do uprawiania taternictwa. Na Pośrednią Białczańską Basztę prowadzi jedna droga wspinaczkowa. Jest też droga prowadząca granią Białczańskich Baszt. Ściana wschodnia (słowacka) znajduje się w zamkniętym dla turystów i taterników obszarze ochrony ścisłej Tatrzańskiego Parku Narodowego.
1. Zachodnim żebrem; II w skali tatrzańskiej, czas przejścia od ścieżki na Białczańskim Upłazie 30 min
2. Granią od Pośredniej Białczańskiej Przełęczy do Żabich Wrótek. Pierwsze przejście: Edward W. Janczewski 25 lipca 1909 r. Obecna wycena tego przejścia to II, czas przejścia 30 min[2]. Pierwsze przejście zimowe: Alojz Krupitzer i w. Spitzkopf 30 kwietnia 1936 roku[4].